# Águeda (Duero)
Der Águeda ist ein linker Nebenfluss des Douro und etwa 133 km lang. Er entspringt in der Nähe der Gemeinde Navasfrías in der Provinz Salamanca. Zunächst führt sein Verlauf in nordöstliche Richtung bis zur Stadt Ciudad Rodrigo. Von dort aus fließt er weiter nach Norden durch meist unbewohntes Gebiet und mündet schließlich bei Barca d’Alva in den Douro. Die letzten 22 Kilometer bildet der Águeda die Grenze zwischen Portugal und Spanien.